# 芥川仁
芥川 仁（あくたがわ じん、1947年- ）は日本の写真家。1992年に写真集「輝く闇」で宮日出版文化賞を受賞。日本写真家ユニオン設立発起人。日本写真家協会会員。

## 経歴
1947年、愛媛県今治市に生まれる。1966年、宮崎県立宮崎南高等学校卒業。1970年、法政大学第二社会学部卒業して以降、フリーランス写真家として活動。伊豆大島に5年間、水俣市で2年間を過ごす。1980年から宮崎市在住。1992年に写真集「輝く闇」で宮日出版文化賞を受賞。2001年、日本写真家ユニオンの設立発起人となり、同ユニオンの立ち上げに関わる。2012年、株式会社芥川仁を設立した。

## 主な写真展
- 「6・3制夜間中学の顔」（1972年／銀座ニコンサロン)
- 「水俣・厳存する風景」（1980年／銀座ニコンサロン)
- 「土呂久鉱毒追想」（1985年／銀座ニコンサロン)
- 「植物の記憶」（1987年／宮崎山形屋特設ギャラリー)
- 「輝く闇」（1992年／福岡市美術館特B)
- 「屹立する神々」（1995年／由布院空想の森美術館・フォト館)
- 「四十六億年の囁き」（1998年／宮崎ギャラリーサイト)

## 主な著書
- 『水俣・厳存する風景』（1980年／水俣病センター相思社）
- 『土呂久・小さき天にいだかれた人々』（1983年／葦書房）
- 『輝く闇』（1991年／葦書房）
- 『水俣海の樹』藤本寿子共著 (1992年／海鳥社)
- 『銀鏡の宇宙』（1995年／海鳥社)
- 『リトルヘブン 鏡野物語』(2001年)
- 『津村重光の本—ある団塊世代半世紀の軌跡』津村重光、黒岩比佐子共著 (2002年)
- 『春になりては…椎葉物語』(2003年)
- 『呼吸する原っぱ』森永都子共著 (2004年)
- 『水俣を見た7人の写真家たち—写真集』桑原史成、塩田武史、宮本成美、W.ユージン・スミス他との共著 (2007年)
- 『病院—フォトエッセイ』(2008年)